# رود کسیلیان
رودخانه کسلیان در استان مازندران شهرستان سواد کوه واقع است.
رودخانه کسلیان که از ارتفاعات شرق شهر شیرگاه سرچشمه می‌گیرد و در این شهر به رود تالار ملحق می‌شود و به دلیل برخورداری از مناظر زیبا در اطراف، سالانه پذیرای مسافران زیادی است.